# Sung Aj-ling
Sung Aj-ling (čínsky pchin-jinem Sòng Àilíng, znaky zjednodušené 宋藹齡, tradiční 宋蔼龄, tradiční anglická transkripce Soong Ai-ling, (14. června 1890 – 18. října 1973) byla nejstarší ze tří sester Sung, sestra Sung Čching-ling, manželky Sunjatsena a  Sung Mej-ling, manželky Čankajška.

## Život

### Mládí a léta v Číně
Narodila se v Šanghaji jako první dítě v rodině misionáře a podnikatele Charlese Sunga. Měla pět mladších sourozenců, dvě sestry a tři bratry. Její rodiče vyznávali křesťanské náboženství, byli metodisté. Aj-ling proto, kromě čínského, dostala i křesťanské jméno Nancy. Na přání svého otce odjela v roce 1904 lodí do San Francisca v USA a pokračovala v cestě do Georgie, kde začala ve věku 14 let studovat na Wesleyan College ve městě Macon. Po ukončení studií v roce 1909 se vrátila do Číny a později v roce 1911 nastoupila jako sekretářka u Sunjatsena, zakladatele Čínské republiky a jejího prvního prezidenta. V této práci pak byla vystřídána svou sestrou Sung Čching-ling. V roce 1913 potkala bohatého bankéře Dr. Kchunga, který v témže roce ovdověl. O rok později se vzali v japonské Jokohamě. Dr. Kchung Siang-si (H. H. Kung) později zastával významné funkce ve vládě (ministr průmyslu a obchodu, ministr financí, místopředseda a krátce i předseda vlády) Čínské republiky a byl i guvernérem Čínské centrální banky (Central Bank of China). Po svatbě Aj-ling krátce vyučovala angličtinu, ale hlavní zájem věnovala manželovi a rozrůstající se rodině. Měla čtyři děti, dvě dcery a dva syny.

### Léta v emigraci ve Spojených státech amerických
Po skončení 2. světové války a vítězství komunistů v občanské válce, rodina emigrovala do USA, kde se usadila na Long Islandu. Tam se za nimi přistěhovala i sestra Sung Mej-ling po smrti manžela Čankajška, kdy se rozhodla emigrovat z Tchaj-wanu.
Oba synové se angažovali v oblasti čínsko-amerických vztahů. Syn Kchung Ling-kchaj (David Kung) pracoval v obchodní sféře, byl úspěšným podnikatelem již v Šanghaji a zakladatelem Yangtze Co Ltd. Žil v New Yorku, kde zemřel bezdětný v roce 1992 ve věku 76 let. Druhý syn Kchung Ling-ťie (Louis C. Kung) pracoval v diplomatických službách, později podnikal v naftovém průmyslu a založil společnost Westland Oil Development Company. Spolu s dalšími čínskými podnikateli významně podporoval kampaň prezidentského kandidáta Richarda Nixona. V roce 1964 se oženil s holywoodskou herečkou Debrou Pagetovou; v roce 1980 se manželé rozvedli. Měli jednoho syna jménem Gregory Kung. V roce 1987 společnost Westland Oil Development Company zbankrotovala. Louis C. Kung zemřel v Texasu v roce 1996. Dcera Kchung Ling-ťün, známá též jako Kchung Ling-wej zemřela bezdětná na Tchaj-wanu v roce 1994. Na přání rodiny bylo její tělo nabalzamováno a převezeno do USA ke kremaci. U smrtelné postele Kchung Ling-wej byla její teta Sung Mej-ling, která v tomto roce naposledy navštívila ostrov Tchaj-wan. Nejstarší dcera Kchung Ling-i dělala opatrovnici své tetě Sung Mej-ling, která se k ní, do New Yorku, přestěhovala z Long Islandu v roce 2000. Spolu se svým manželem u ní byla i ve chvíli její smrti 23. října 2003.
Sung Aj-ling zemřela 18. října 1973 ve věku 83 let v nemocnici New York-Presbyterian Hospital v New Yorku.